# 西新駅
西新駅（にしじんえき）は、福岡県福岡市早良区西新三丁目にある、福岡市地下鉄空港線の駅。駅番号はK04。
駅のシンボルマークは福岡市出身のグラフィックデザイナー、西島伊三雄がデザインしたものである。西新の頭文字「N」の字に鉛筆とペン先を折衷したもので、西新が福岡県立修猷館高等学校や西南学院中学校・高等学校、西南学院大学がある学生街でもあることが由来。
本稿では、福岡市地下鉄の西新駅とほぼ同位置に存在した、西日本鉄道（西鉄）福岡市内線の西新電停についても記述する。
天神駅が管理し、西鉄ステーションサービスが駅業務を受託する業務委託駅である。

## 歴史
- 1927年（昭和2年）
  - 3月11日：九州水力電気（旧博多電気軌道）北筑線（のちの貫線）へ西新町電停の設置認可[4]。
  - 3月26日：九州水力電気城南線の渡辺通一丁目 - 西新町間が開通[5]。
- 1934年（昭和9年）10月26日：福博電車の電停となる。
- 1942年（昭和17年）9月22日：福博電車などが合併して西日本鉄道が成立。同社の電停となる。
- 1969年（昭和44年）頃：西新電停へ改称[4]。
- 1975年（昭和50年）11月2日：貫線・城南線がともに廃止[6]。西新電停も廃止となる。
- 1981年（昭和56年）7月26日：福岡市地下鉄の西新駅が開業[1]。
- 1989年（平成元年）3月17日-9月3日：アジア太平洋博覧会（よかトピア）の最寄り駅となる。閉幕後も、マスコットキャラクターの「太平くん」と「洋子ちゃん」のイラストが駅構内に残る。
- 2019年（平成31年）4月1日：業務委託駅となり[7]、姪浜管区駅から天神管区駅へ移管される[8][9]。

## 駅構造
島式ホーム1面2線を持つ地下駅。姪浜駅方に引き上げ線があり、日中設定されている当駅発着の箱崎線直通電車が折り返しに使用している。また、事故や災害、イベント時の臨時列車運行の際にも引き上げ線を使用する場合がある。
2015年（平成27年）1月30日に、地元の高取焼で製作したサザエさんの陶板画が駅構内に設置された。
| 地階    | 出入口                       | 出入口                                     |
| 地下1階 | コンコース階                 | コンコース、案内所、自動券売機、自動改札口 |
| 地下1階 | コンコース階                 | トイレ（改札内）                           |
| 地下2階 | 1番ホーム                    | ■空港線 福岡空港・貝塚方面（唐人町駅）→    |
| 地下2階 | 島式ホーム、右側のドアが開く |                                            |
| 地下2階 | 2番ホーム                    | ←■空港線 姪浜・唐津方面（藤崎駅）          |

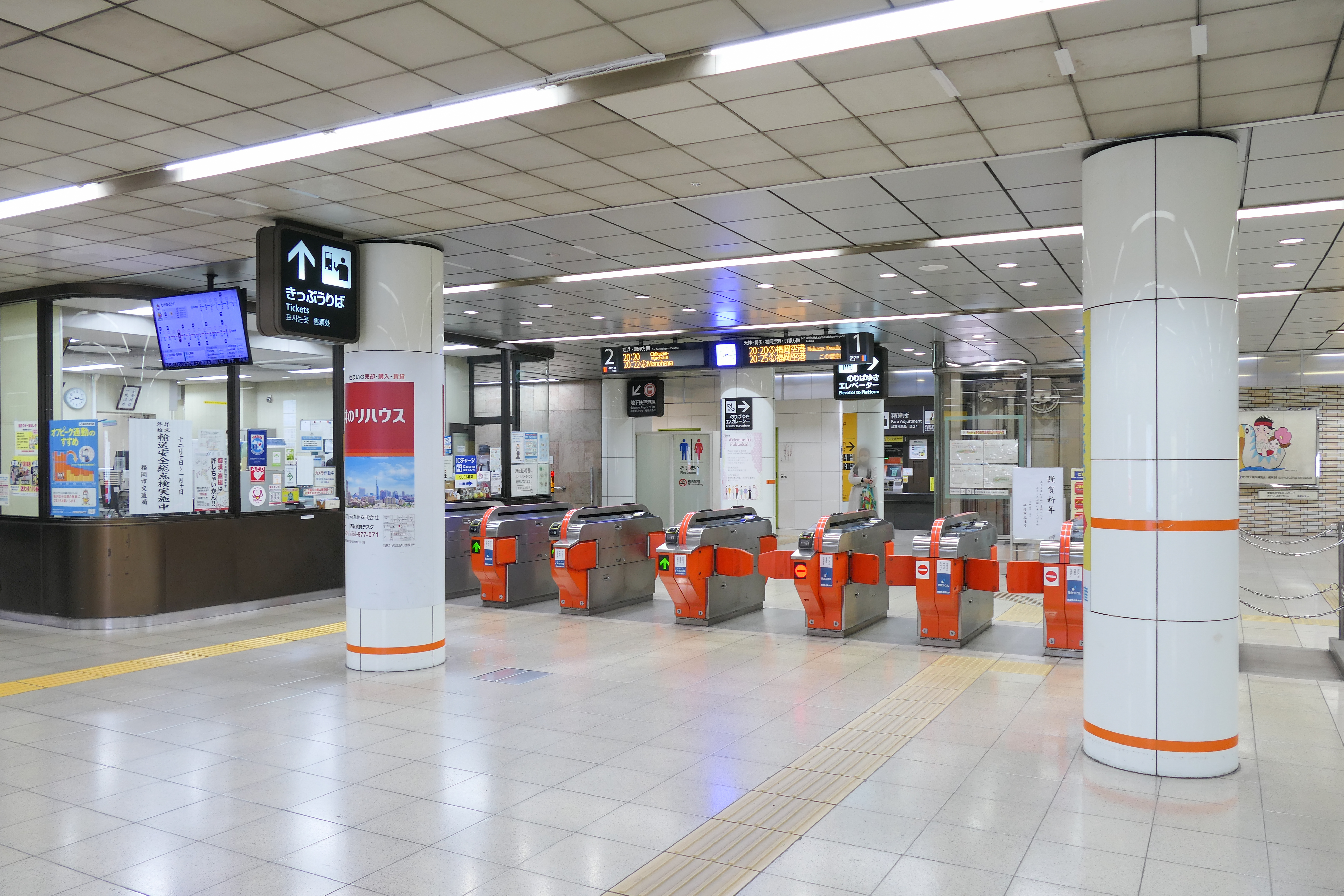
改札口（2023年1月）
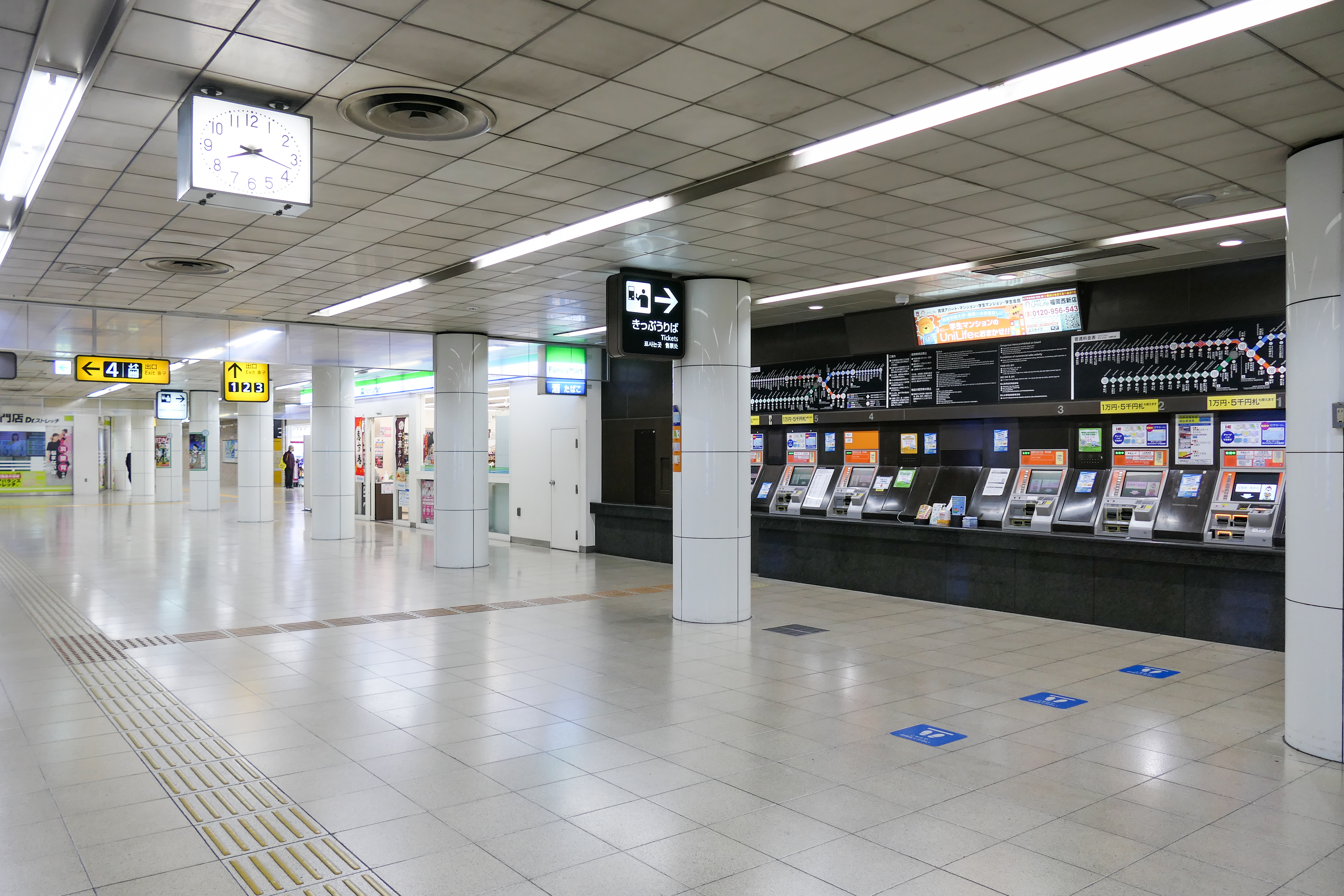
コンコース・切符売り場（2023年1月）
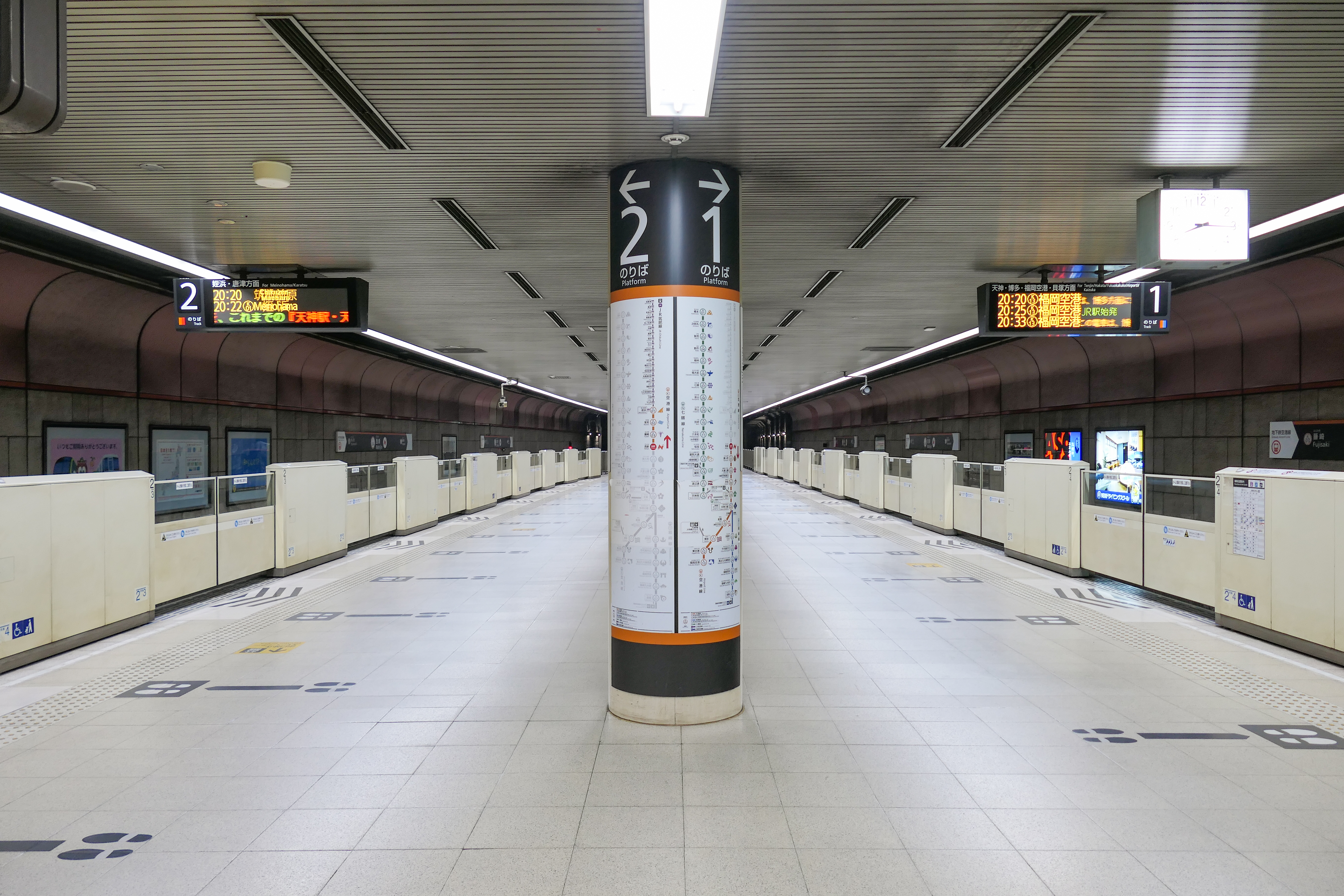
ホーム（2023年1月）

### コンコース内テナント
現在出店されている店舗は以下の通り。
定期券売り場
ファミリーマート福岡西新駅店
如水庵西新店和菓子店。
ミュゼドモーツァルト西新店洋菓子店。
Dr.ストレッチ西新店ストレッチ専門店。
地下鉄西新駅ラッキーセンター宝くじ売場
また、以前営業していた店舗は以下の通り。
キヨスク
JR九州リテールがハローキティの商品を多数陳列するユニークなキヨスクを2006年10月から2007年12月31日まで運営していた。
momo
福岡市社会福祉事業団「ももち福祉プラザ」が運営する、障害者が手作りしたお菓子や工芸品を販売する店舗。2008年1月31日に開店。
JR九州旅行西新支店
2014年3月31日に閉店。
コクミンドラッグ西新駅店
JR九州旅行西新支店の跡地に開店したが、2024年3月18日に閉店した。

## 利用状況
2023年度の1日平均乗車人員は22,056人である。福岡市交通局では博多駅、天神駅、福岡空港駅、天神南駅に次ぐ第5位である。
近年の1日平均乗車人員の推移は下表のとおりである。
| 年度               | 1日平均 乗車人員 |
| ------------------ | ---------------- |
| 2001年（平成13年） | 22,097           |
| 2002年（平成14年） | 21,671           |
| 2003年（平成15年） | 20,885           |
| 2004年（平成16年） | 20,387           |
| 2005年（平成17年） | 19,421           |
| 2006年（平成18年） | 20,167           |
| 2007年（平成19年） | 20,292           |
| 2008年（平成20年） | 20,468           |
| 2009年（平成21年） | 19,999           |
| 2010年（平成22年） | 20,691           |
| 2011年（平成23年） | 21,374           |
| 2012年（平成24年） | 21,799           |
| 2013年（平成25年） | 22,222           |
| 2014年（平成26年） | 22,526           |
| 2015年（平成27年） | 22,387           |
| 2016年（平成28年） | 23,628           |
| 2017年（平成29年） | 24,140           |
| 2018年（平成30年） | 24,599           |
| 2019年（令和元年） | 24,811           |
| 2020年（令和 2年） | 15,856           |
| 2021年（令和 3年） | 18,160           |
| 2022年（令和 4年） | 20,979           |
| 2023年（令和 5年） | 22,056           |

## 駅周辺
西新交差点付近の明治通り直下に位置する。
駅周辺は繁華街となっており、西新商店街、ドン・キホーテ、ベスト電器などがある。
- 国道263号
- シーサイドももち（福岡タワー、マリゾン等）
- シーサイドももち海浜公園
- PRALIVA - 閉館した西新エルモールプラリバの跡地に再開発で開業した新施設。入口は地下で駅と直結している。
- 西新パレス（2022年3月31日閉鎖）[13]
- 福岡市博物館（案内放送あり）
- 福岡市総合図書館（案内放送あり）
- RKB毎日放送
- テレビ西日本
- テングッドシティ
- ドン・キホーテ 西新店
- ベスト電器西新店
- 西新商店街
- 福岡県立修猷館高等学校
- 西南学院大学
- 西南学院中学校・高等学校
- 福岡市立西新小学校
- 福岡記念病院
- 福岡医療専門学校
- 金龍寺
- 西鉄バス「西新駅」「西新四丁目」「西新商店街前」「修猷館前」「脇山口」各停留所

## 西鉄 西新電停
地下鉄の西新駅よりやや西側の、明治通りと城南線の交点付近に所在した。市営地下鉄が建設される流れの中、地下鉄開通より少し早く廃止された。

## 隣の駅
福岡市交通局
 空港線 
藤崎駅 (K03) - 西新駅 (K04) - 唐人町駅 (K05)